# 특전대 네이비 씰
《특전대 네이비 씰》(영어: Navy SEALS)은 미국에서 제작된 루이스 티그 감독의 1990년 전쟁 액션 영화이다. 찰리 신, 마이클 빈 등이 출연하였고, 브렌다 피건과 버나드 윌리엄스가 제작에 참여하였다.

## 줄거리
네이비 실 팀이 테러리스트의 손에 들어간 스팅어 미사일 파괴 작전에 나선다.

## 출연진
- 찰리 신 - 데일 호킨스 역
- 마이클 빈 - 제임스 커런 역
- 조앤 월리킬머 - 클레어 배런스 역
- 릭 로서비치 - 제임스 리리 역
- 시릴 오라일리 - 호머 렉서 역
- 빌 팩스턴 - 플로이드 “고드” 데인 역
- 데니스 헤이즈버트 - 윌리엄 “빌리” 그레이엄 역
- 폴 샌체즈 - 라모스 역
- 니컬러스 카디 - 벤 샤히드 역
- 로널드 G. 조지프 - 라이언 던 역
- S. 이페이사 머커슨 - 졸리나 “조” 역
- 롭 모런 - 헬리콥터 부조종사 역
- 리처드 벤처 - 콜커 역

## 기타 제작진
- 배역: 샐리 데니슨, 줄리 셀저
- 미술: 가이 J. 콤트와, 버로니카 해드필드
- 의상: 브래드 로먼

## 우리말 녹음
| SBS 성우진 (1996년 1월 2일) - 김환진 - 데일 호킨스(찰리 신) - 이규화 - 제임스 커런(마이클 빈) - 강희선 - 클레어 배런스(조앤 월리킬머) - 김기현 - 벤 샤히드(니컬러스 카디) - 이근욱 - 잠수함 함장(윌리엄 나이트) - 김태훈 - 스틴슨(아이라 휠러) - 정동열 - 선장(나예프 라셰드) - 유해무 - 라이언 던(로널드 G. 조지프) - 장광 - 빌리 그레이엄(데니스 헤이즈버트) - 황정란 - 졸리나(S. 이페이사 머커슨) - 오혜숙 - 바텐더(캐스린 더프룸) - 장승길 - 플로이드 데인(빌 팩스턴) - 강구한 - 호머 렉서(시릴 오라일리) - 이우신 - 조종사(그레고리 매키니) - 황윤걸 - 제임스 리리(릭 로서비치) - 박규웅 - 라모스(폴 샌체즈) - 김민석 - 알리(니마 파들알라) - 문관일 - 군인(톰 숀 폴리) - 이재용 - 해군 지휘관(덩컨 스미스) | MBC 성우진 (1998년 10월 10일) - 오세홍 - 호킨스(찰리 신) - 안지환 - 커런 대위(마이클 빈) - 최덕희 - 클레어(조앤 월리킬머) - 송준석 - 렉서(시릴 오라일리) - 김영선 - 데인(빌 팩스턴) - 최원형 - 리리(릭 로서비치) - 황일청 - 스틴슨(아이라 휠러) - 한규희 - 한상혁 - 권혁수 - 이우신 - 이종혁 - 안장혁 - 박조호 - 이철용 - 김용준 |  |